# سينتفك لينكس
سينتفك لينكس (بالإنجليزية: Scientific Linux) واختصاراً SL، هو توزيعة لينكس يصدرها مختبرات فيرمي ناشيونل أكسيليريتور بالتعاون مع المنظمة الأوروبية للأبحاث النووية (سيرن). وهذا الإصدار حرٌ ومفتوح المصدر مبني على نظام التشغيل ريد هات إنتربرايز لينكس ومتوافق بشكل كامل مع أهدافه.

## وصلات خارجية
- الموقع الرسمي
- Scientific Linux Forum
- Scientific Linux على ديسترووتش.
- CERN Linux Home Page نسخة محفوظة 30 مارس 2019 على موقع واي باك مشين.